# Oudeland (IJzendijke)
Oudeland is een buurtschap ten noordwesten van IJzendijke in Zeeuws-Vlaanderen.
De buurtschap is gelegen langs de weg Oranjedijk en bestaat uit een aantal voormalige boerderijen en landarbeidershuisjes. De huisjes zijn de even nummers 4 tot 18. Met zicht op de Oranje Polder (noord), de Maurits Polder (zuid) en de Dierentijd Polder (west).